# الانتخابات الرئاسية الأمريكية لعام 2020 في ولاية كاليفورنيا

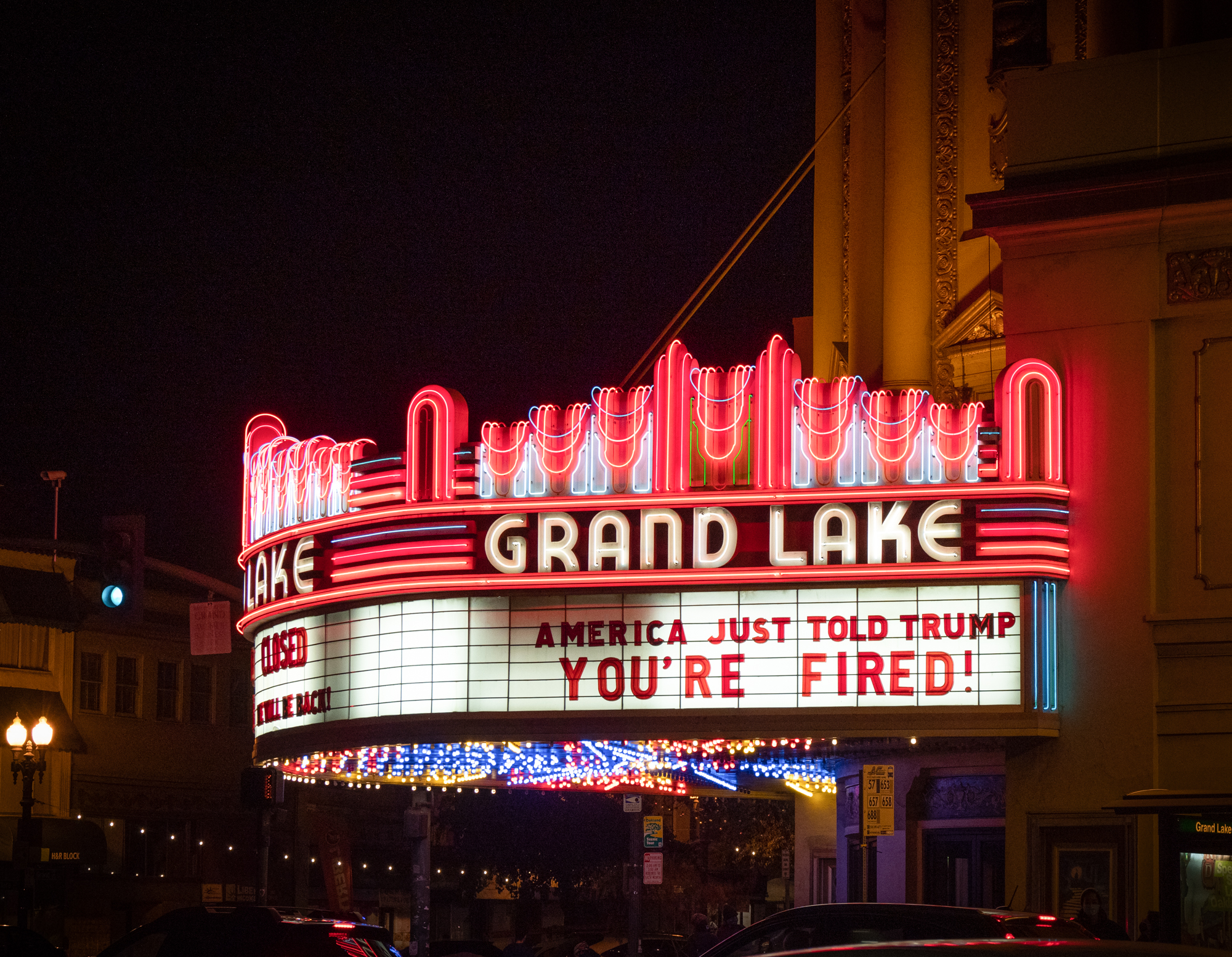
لافتة في كاليفورنيا تحمل عبارة (أمريكا قالت لترامب انت مطرود!)

أُجريت الانتخابات الرئاسية الأمريكية لعام 2020 في ولاية كاليفورنيا يوم الثلاثاء 3 نوفمبر 2020 ، كجزء من الانتخابات الرئاسية الأمريكية لعام 2020 والتي شاركت فيها جميع الولايات الخمسين بالإضافة إلى مقاطعة كولومبيا. اختار ناخبين ولاية كاليفورنيا المنتخبين لتمثيلهم في المجمع الانتخابي من خلال التصويت الشعبي، مما أدى إلى حث مرشح الحزب الجمهوري، الرئيس الحالي دونالد ترامب، ونائب الرئيس مايك بنس ضد مرشح الحزب الديمقراطي، نائب الرئيس السابق جو بايدن، وزميلته في الانتخابات كامالا هاريس، عضو مجلس الشيوخ الأصغر من ولاية كاليفورنيا. حصلت كاليفورنيا في الانتخابات لعام 2020 على 55 صوتًا في المجمع الانتخابي، والذي يعتبر أكبر عدد من الأصوات تم الحصول عليه في أي ولاية. اعتبرت معظم المنظمات الإخبارية كاليفورنيا قبل الانتخابات ولاية ديمقراطية آمنة. لقد صوتت للديمقراطيين في كل انتخابات رئاسية من عام 1992 وحتى الآن. تعتبر كاليفورنيا واحدة من الست ولايات التي حصل فيها ترامب على نسبة أعلى من تلك التي حصل عليها في عام 2016 من تصويت الحزبين.  كانت هذه الانتخابات أيضًا هي المرة الأولى منذ عام 2004 التي يفوز فيها المرشح الجمهوري بأكثر من مليون صوت في مقاطعة لوس أنجلوس، بسبب زيادة الإقبال على مستوى الولاية.
فاز بايدن بولاية كاليفورنيا بنسبة ٪63.5 من الأصوات بفارق ٪29.2 على ترامب. لم يسبق لمرشح منذ عهد فرانكلين دي روزفلت عام 1936 أن يحصل على نسبة اعلى من نسبة بايدن، على الرغم من أن نسبة بايدن كانت أقل من هيلاري كلينتون بفارق ٪30.1 في عام 2016، مما يجعلها واحدة من أصل سبع ولايات التي حقق فيها ترامب تحسنًا عام 2016. أصبح بايدن أول مرشح في أي سباق لأي منصب في تاريخ الولايات المتحدة يفوز بأكثر من عشرة ملايين من الأصوت في ولاية واحدة، بينما حصل ترامب أيضًا على أكبر عدد من الأصوات أكثر من أي جمهوري في أي ولاية أو سباق منذ تأسيس الدولة، حتى تفوق بفارق ضئيل على مجموع أصواته في ولاية تكساس ، وهي الولاية التي فاز بها. يعتبر فارق نسبة التصويت لبايدن أكبر فارق لمرشح رئاسي في ولاية واحدة.